# 1987 en fantasy
| Années de la fantasy : 1984 - 1985 - 1986 - 1987 - 1988 - 1989 - 1990    |
| Décennies de la fantasy : 1950 - 1960 - 1970 - 1980 - 1990 - 2000 - 2010 |

L'année 1987 a été marquée, en matière de fantasy, par les événements suivants.

## Romans - Recueils de nouvelles ou anthologies - Nouvelles
- La Route perdue et autres textes (The Lost Road and Other Writings), cinquième volume de l’Histoire de la Terre du Milieu de J. R. R. Tolkien

- Le Chasseur de jaguar (The Jaguar Hunter), recueil de nouvelles de Lucius Shepard
- Le Nouveau Soleil de Teur (The Urth of the New Sun), roman de Gene Wolfe
- Le Royaume des Devins (Weaveworld), roman de Clive Barker
- Le Septième Fils (Seventh Son), roman d'Orson Scott Card, premier volume du Cycle des Chroniques d'Alvin le Faiseur
- Le Signe du Chaos (Sign of Chaos), huitième tome du cycle des Princes d'Ambre de Roger Zelazny
- Les Trois Cartes (The Drawing of the Three), roman de Stephen King et deuxième volume de la série La Tour sombre
- Magefeu (Spellfire), roman des Royaumes oubliés de Ed Greenwood

### Nouvelles
- Moi, Cthulhu (I, Cthulhu), nouvelle de Neil Gaiman

## Films ou téléfilms
- The Monster Squad, réalisé par Fred Dekker